# Makrophthalmie
Die Makrophthalmie, von altgriechisch μακρός makros, deutsch ‚groß, weit, lang‘ und altgriechisch ὀφθαλμός ophthalmos, deutsch ‚Auge‘, ist eine sehr seltene abnormale Vergrößerung eines Auges. Der vergrößerte Augapfel wird als Makrophthalmus oder Megalophthalmus bezeichnet.
Diese Veränderung kommt seltener als eine Verkleinerung des Auges (Mikrophthalmie) vor und wird meist durch ein angeborenes Glaukom verursacht durch Resorptionsstörung für die Tränenflüssigkeit und wird auch Buphthalmus genannt.
Der Bulbus ist größer als für das Alter normal: mehr als 12 mm bei Säuglingen, mehr als 23,5 mm bei ausgewachsenem Bulbus.
Begrifflich nicht zu verwechseln ist die Krabbenart Macrophthalmus der Familie Macrophthalmidae (Dana, 1851) aus der Überfamilie Ocypodoidea (Rafinesque, 1815).

## Differentialdiagnose
Abzugrenzen sind:
- Ehlers-Danlos-Syndrom
- Exophthalmus
- Angeborenes Glaukom mit vergrößertem länglichen Bulbus mit erhöhtem Druck (Hydrophthalmus), meist bei Kindern unter 3 Jahre, im Verlauf fortschreitende Verkleinerung des Bulbus
- Isolierter Buphthalmus (vergrößerter Bulbus, hervorstehender Augapfel (Proptosis) und Schwellung des Augenlides ohne erhöhten Druck)
- Kurzsichtigkeit (Achsenmyopie mit Vergrößertem a.p. Durchmesser)
- MACOM-Syndrom (Kolobomatöse Makrophthalmie-Mikrokornea-Syndrom)
- Marfan-Syndrom
- Phakomatose wie Sturge-Weber-Syndrom oder Neurofibromatose Typ 1
- Raumforderungen im Auge (intraokular) (beim Erwachsenen Melanom, Metastasen)[4]
- Staphylom

## In der Tierwelt
Eine Makrophthalmie kann auch bei Tieren auftreten, so bei Fischen.